# Брукенталь, Самуэль фон
Самуэль фон Брукенталь (нем. Samuel von Brukenthal; 1721—1803) — австрийский государственный деятель времён Габсбургской монархии, губернатор Трансильвании, меценат, благотворитель, библиотекарь и архивист; согласно «ЭСБЕ», был «искуснейшим и счастливейшим государственным человеком, вышедшим из среды немецкого населения Трансильвании».

## Биография
Самуэль фон Брукенталь родился 26 июля 1721 года в Лешкирхе (жудец Сибиу). 
Он в высокой степени пользовался доверием императрицы-королевы Марии-Терезии, но оттолкнул от себя её сына и преемника, Иосифа II, тем, что не одобрял его реформ. Поэтому в 1787 году он был уволен в отставку и потом уже не вступал на государственную службу. 

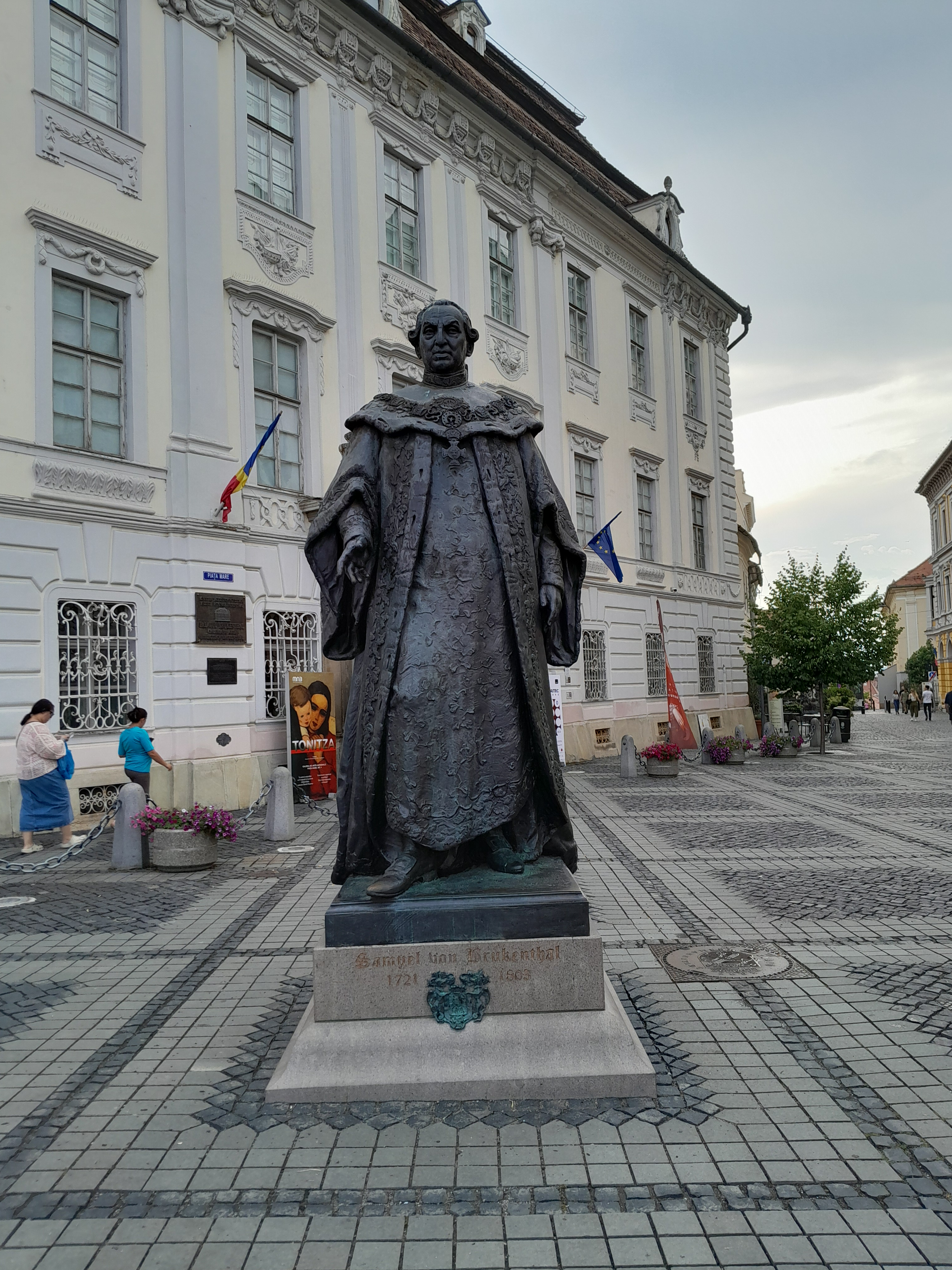
Дворец Брукенталя
(ныне Брукентальский музей)

Самуэль фон Брукенталь умер 9 апреля 1803 года в Германштадте (ныне Сибиу). 
Из его литературных трудов на немецком и латинском языках при жизни ничего не было напечатано; но в оставшихся после него бумагах была найдена приготовленная к печати рукопись: «Denkwürdigkeiten der Siebenbürger Sachsen».
С. фон Брукенталь был бездетен и употреблял своё немалое богатство на великолепные постройки, разведение садов и на научные и художественные коллекции. Он завещал трансильванским немцам свою библиотеку и свои коллекции, вместе с капиталом для их сохранения и приумножения. 
Национальный музей Брукенталя в Сибиу состоит из библиотеки (в 1877 году в ней было до 30000 томов, много драгоценных рукописей и старопечатных книг), собрания монет, коллекции минералов и картинной галереи (оригинальные картины Рафаэля, Гвидо Рени, Караваджо, Корреджо, Тициана, Рубенса, Ван-Дейка, Рембрандта, Тенньера и др.).